# Super-Fiction
Super-Fiction est une collection de science-fiction des Éditions Albin Michel, lancée en 1975, dirigée par Georges H. Gallet et Jacques Bergier.

## Liste des titres

### Années 1970

#### 1975
1. Syzygie par Michael G. Coney
2. Dinosaure plage par Keith Laumer
3. Le Siècle de l'éternel été par James Blish
4. Ingénieurs du cosmos par Clifford D. Simak
5. Les Enfants de la Lune par Jack Williamson
6. Les Mutants du brouillard par Arcadi et Boris Strougatski
7. Le Jour où moururent les dieux par Walter Ernsting
8. Un monde bien perdu par John Aiken

#### 1976
1. Hadon, fils de l'antique Opar par Philip José Farmer
2. Les Cendres de la terre par Lieutenant Kijé
3. La Ville du ciel par Curt Siodmak
4. Le Fulgur gris par Edward Elmer Smith
5. Le Dieu foudroyé par Nathalie Henneberg
6. Protecteur par Larry Niven
7. Les Enfants de l'hiver par Michael G. Coney
8. Les Sorciers de l'espace par J. T. McIntosh
9. Guérillero galactique par David Maine
10. Le Sulfurgur par Edward Elmer Smith
11. Le Réveil de Cthulhu par Brian Lumley

#### 1977
1. Les Formes du chaos par Colin Kapp
2. La Troïka par Arcadi et Boris Strougatski
3. La Planète aux vents de folie par Marion Zimmer Bradley
4. L'Empire du peuple par P. Marlson et Albert Higon
5. Fuite à Opar par Philip José Farmer
6. L'Ère des miracles par John Brunner
7. Les Enfants du joyau par Edward Elmer Smith
8. La Fureur de Cthulhu par Brian Lumley
9. La Submersion du Japon par Sakyō Komatsu

#### 1978
1. Rax par Michael G. Coney
2. Le Long Crépuscule par Keith Laumer
3. Le Pouvoir noir par Jack Williamson
4. Les Galactiques secrets par  A. E. van Vogt
5. Le Gadget de l'apocalypse par Yves Varende
6. Les Abominations de Cthulhu par Brian Lumley
7. Le Monde hors du temps par Larry Niven
8. Les Maîtres du vortex par Edward Elmer Smith

#### 1979
1. La Chaîne brisée par Marion Zimmer Bradley
2. Le Songe de Kronos par Peter Karrel
3. La Masse Pritcher par Gordon R. Dickson
4. Le Démon du vent par Brian Lumley
5. Une jungle d'étoiles par Jack L. Chalker
6. L'Arme du chaos par Colin Kapp
7. Celten Taurogh par Lieutenant Kijé

### Années 1980
| Sommaire : | - Haut - 1980 - 1981 - 1982 - 1983 |

#### 1980
1. Opération Atlantis par Andre Norton
2. Les Lunes de Borée par Brian Lumley
3. Le Long Détour par A. Bertram Chandler
4. Renaissance planétaire par David Maine
5. Les Dieux de Xuma par David J. Lake
6. La Planète des dinosaures par Anne McCaffrey
7. Les Incandescents par Fred Hoyle et Geoffrey Hoyle

#### 1981
1. La Guerre des machines par Lieutenant Kijé
2. La Forêt électrique par Tanith Lee

#### 1982
1. Invasion cosmique par David Maine
2. Reconstituée par Anne McCaffrey
3. Commandos para-ion par Colin Kapp

#### 1983
1. Le Bouffon binaire par John Vermeulen
2. Quand reviendra l'oiseau nuage par Bernard Villaret
3. Homo divisus par Konrad Fiałkowski